# Sara Thydén
Sara Thydén, född 26 juni 1989, är en svensk landslagssimmare från Kalmar, tävlar sedan sommaren 2008 för Väsby SS. Svensk rekordhållare på 400m Medley i 50m bassäng. Svensk juniorrekordhållare på 200 m medley. Junior-EM femma på 400 m medley år 2005. Deltog på VM i Shanghai, Kina 2006 där hon simmade final på 200 medley och slutade på en sjunde plats. Simmade även VM i Melbourne 2007, sträckorna 200 och 400 medley.